# Tour de Savoie Mont-Blanc
Die Tour de Savoie Mont-Blanc  (dt. Savoyen-Rundfahrt, bis 2015: Tour des Pays de Savoie) ist ein französisches Etappenrennen im Straßenradsport.
Die Tour des Pays de Savoie wurde im Jahr 1999 zum ersten Mal ausgetragen. Seit 2009 ist sie Teil der UCI Europe Tour und ist in die UCI-Kategorie 2.2U eingestuft. Somit dürfen nur U23-Fahrer an dem Rennen teilnehmen. Das Rennen findet jährlich im Juni in der französischen Region Savoyen statt. Rekordsieger ist Matthieu Sprick, der zwei Austragungen für sich entscheiden konnte. Organisator ist die Chambéry Cyclisme Organisation.

## Palmarès
| Jahr | Sieger                       | Zweiter            | Dritter            |
| ---- | ---------------------------- | ------------------ | ------------------ |
| 1999 | Christian Milesi             | Mickaël Magnin     | Yoann Petiot       |
| 2000 | Christophe Edaleine          | Florian Germain    | Nicolas Kocianski  |
| 2001 | Florian Germain              | Nicolas Vayr       | Jean-Vincent Colin |
| 2002 | Matthieu Sprick              | Florian Germain    | Yohan Boissy       |
| 2003 | Matthieu Sprick              | Nicolas Dulac      | Nicolas Prin       |
| 2004 | Rémi Pauriol                 | Nicolas Dulac      | Mathieu Perget     |
| 2005 | Blaise Sonnery               | Nicolas Prin       | Paweł Cieślik      |
| 2006 | Jean-Charles Sénac           | Nicolas Hartman    | Blaise Sonnery     |
| 2007 | Daniel Martin                | Ma Haijun          | Dalivier Ospina    |
| 2008 | Guillaume Bonnafond          | Julien Bérard      | Sander Maasing     |
| 2009 | Ben Gastauer                 | Tejay van Garderen | Yannick Eijssen    |
| 2010 | Nicolas Schnyder             | Thomas Bonnin      | Nicolas Edet       |
| 2011 | Nikita Walerjewitsch Nowikow | Romain Bardet      | Laurent Beuret     |
| 2012 | Stéphane Rossetto            | Warren Barguil     | Yoann Barbas       |
| 2013 | Yoann Barbas                 | Clément Chevrier   | Moisés Dueñas      |
| 2014 | Louis Vervaeke               | Dmitri Ignatjew    | Jesús del Pino     |
| 2015 | David Belda                  | Sam Oomen          | Julien Antomarchi  |
| 2016 | Enric Mas                    | Tao Geoghegan Hart | Ben O’Connor       |
| 2017 | Egan Bernal                  | Bjorg Lambrecht    | Harm Vanhoucke     |
| 2018 | Riccardo Zoidl               | Matteo Badilatti   | Jérémy Maison      |
| 2019 | Chris Harper                 | Pierpaolo Ficara   | Jeremy Bellicaud   |
| 2020 | Pierre Rolland               | Alexis Guérin      | Maxim Van Gils     |
| 2021 | Alexander Cepeda             | Roland Thalmann    | Santiago Umba      |